# St.-Laurentius-Kirche (Astfeld)

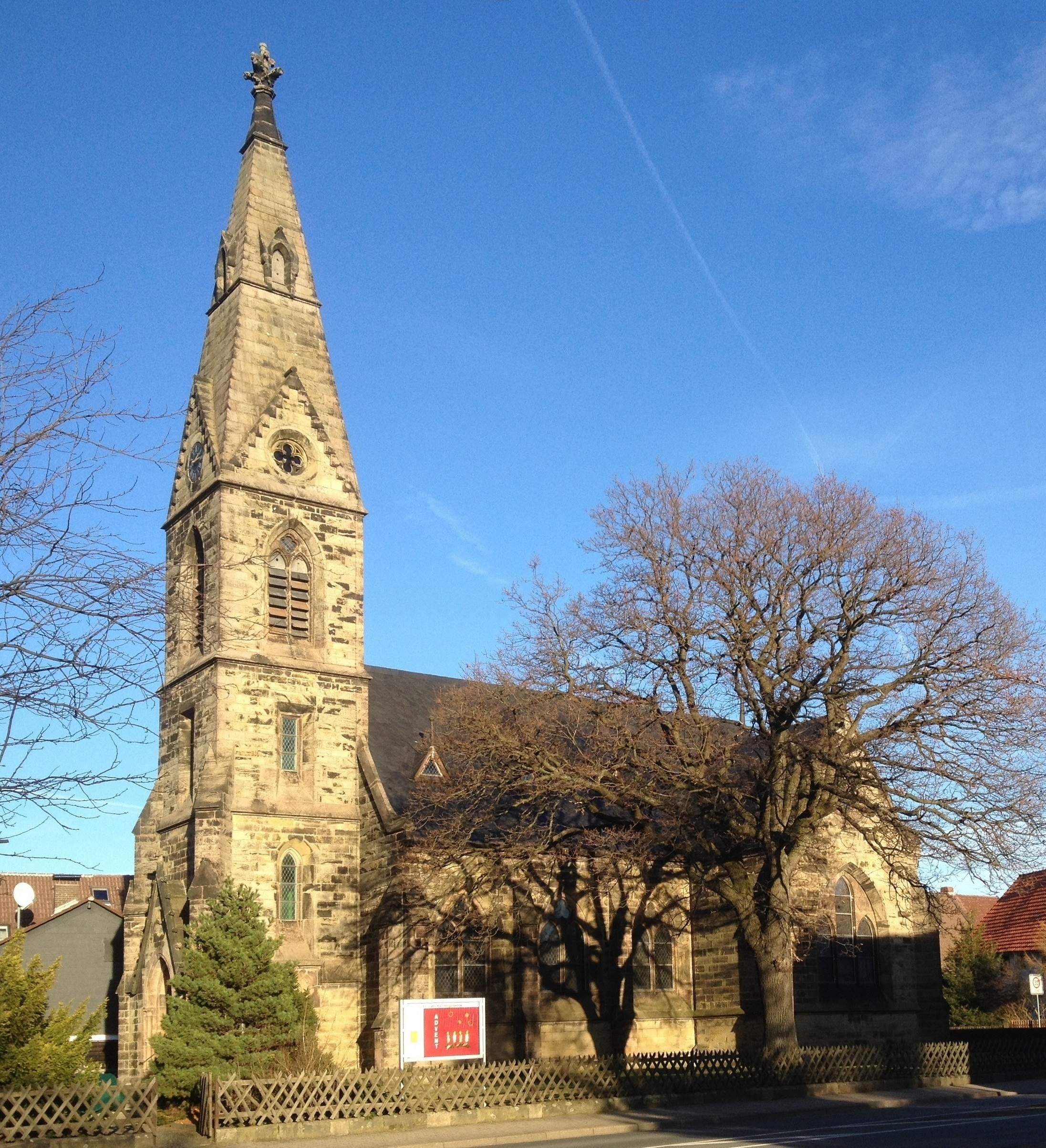
St.-Laurentius-Kirche

Die evangelisch-lutherische St.-Laurentius-Kirche steht in Astfeld, einem Stadtteil von Langelsheim im Landkreis Goslar von Niedersachsen. Die Kirche steht unter Denkmalschutz. Die Kirchengemeinde gehörte ursprünglich zur Propstei Seesen der Evangelisch-lutherischen Landeskirche in Braunschweig. Sie wurde aber 2016 dort ausgegliedert und in die Propstei Goslar eingegliedert.

## Beschreibung
Die neugotische Kreuzkirche aus Sandstein besteht aus dem Kirchturm im Westen, dem Langhaus aus drei Achsen, dem Querschiff und dem eingezogenen Chor mit dreiseitigem Abschluss. Sie wurde nach einem Entwurf von Wilhelm Lüer († 1870) von Conrad Wilhelm Hase gebaut. Sie wurde am 31. August 1873 eingeweiht. Ihre Vorgängerin steht wenige hundert Meter entfernt und ist heute ein denkmalgeschütztes Wohnhaus. 1963 wurde der Kirche der Name St. Laurentius verliehen. Im Chorpolygon gibt es drei Bleiglasfenster, deren Themen Weihnachten, Karfreitag und Ostern sind. In der Kirche erhielt die Familie  Mackensen von Astfeld eine Patronatsloge und als Erbbegräbnis eine begehbare Gruft. Die heutige Orgel mit 17 Registern, verteilt auf 2 Manuale und ein Pedal, wurde 1969 von Alfred Führer gebaut.